# Euxoa fraudulenta
Euxoa fraudulenta är en fjärilsart som beskrevs av Corti 1928. Euxoa fraudulenta ingår i släktet Euxoa och familjen nattflyn. Inga underarter finns listade i Catalogue of Life.